# Kori Cheverie
Kori Cheverie (née le 18 juin 1987 à New Glasgow) est une joueuse canadienne de hockey sur glace, actuellement entraîneuse-chef de la Victoire de Montréal de la Ligue professionnelle de hockey féminin. Elle est également entraîneuse adjointe de l'équipe nationale féminine de hockey sur glace du Canada. Auparavant, elle a été entraîneuse adjointe pour l'équipe masculine de hockey sur glace des TMU Bold (en). Elle est la première femme à être embauchée dans un rôle d'entraîneuse à temps plein dans l'histoire du hockey sur glace masculin d'U Sports (en).
La carrière de joueuse de Cheverie s'est déroulée au sein de l'équipe de hockey sur glace féminin des Huskies de St. Mary's (en) dans la conférence du Sport universitaire de l'Atlantique du Sport interuniversitaire canadien (SIC ; renommé U Sports en 2016) et avec les Furies de Toronto de la Ligue canadienne de hockey féminin (LCHF), avec lesquelles elle remporte la Coupe Clarkson 2014 (en).

## Carrière de joueuse

### Sport interuniversitaire canadien
Au sein du programme de hockey sur glace féminin des Huskies de St. Mary's, Cheverie est une joueuse émérite sur le plan académique (Academic All-Canadian), capitaine de l'équipe et nommée à plusieurs reprises pour le prix Marion Hillard dans sa conférence.

### Ligue canadienne de hockey féminin
Membre fondatrice des Furies de Toronto, Cheverie passe six ans avec la franchise, commençant lors de leur saison inaugurale 2010-11.
Cheverie fait ses débuts dans la LCHF le 23 octobre 2010, lors d'une défaite 7–3 contre les Brampton Thunder. Moins de 30 secondes après le début de la deuxième période, Cheverie marque un but en avantage numérique. Les passes sont créditées à LaToya Clarke et à la coéquipière débutante Tessa Bonhomme. Ce but est marqué contre Erika Vanderveer, qui devient une coéquipière des Furies lors de la saison 2012–13.
À deux reprises lors de sa saison recrue, elle enregistre deux performances de trois points chacune, les deux contre les Boston Blades, la première ayant eu lieu le 9 janvier 2011, lors d'une victoire 9–4, et la seconde le 11 mars 2011.
Elle termine sa saison recrue en étant classée troisième de l'équipe en termes de points, derrière la débutante Britni Smith (qui remporte par la suite le prix de Recrue de l'année de la CWHL en 2011) et Jennifer Botterill.
Ayant pris sa retraite des Furies en 2016, elle quitte l'équipe avec trois records de franchise : points (82), matchs joués (152) et buts en avantage numérique (14). De plus, elle détient le record de la ligue pour le plus grand nombre de matchs joués consécutifs avec 152.
Les derniers points de sa carrière CWHL sont marqués lors de son dernier match de saison régulière, une rencontre du 14 février 2016 contre les Brampton Thunder. Cheverie inscrit deux buts en avantage numérique lors de la troisième période pour forcer la prolongation. Son dernier but est marqué à la 18e minute et 39 secondes de la troisième période, avec Natalie Spooner et Kelly Terry (en) créditées des assistances. Ce but est marqué contre la gardienne des Brampton Thunder, Erica Howe (en).

### Hockey international
En janvier 2009, Cheverie est nommée dans l'équipe qui concourt aux Jeux universitaires mondiaux d'hiver de la FISU à Harbin, en Chine. Elle fait partie de l'équipe canadienne qui remporte la médaille d'or dans l'événement de hockey sur glace féminin.
Cheverie joue également sur la scène internationale avec l'équipe nationale féminine italienne de hockey balle. Participant au Championnat du monde de 2015, elle mène le tournoi en minutes de pénalité et totalise trois points.
En tant que membre de l'équipe italienne, elle joue dans les sept matchs de l'équipe. Son premier point est marqué lors d'un match le 23 juin contre l'équipe nationale féminine de hockey balle de la Suisse, une victoire 6–2 pour l'Italie. Durant la deuxième période, Cheverie marque un but en avantage numérique tandis qu'Annalisa Mazzarello et Nicole Corriero (en) obtiennent les assistances.
Le 27 juin, Cheverie enregistre son seul match à plusieurs points de l'événement, inscrivant un but et une assistance lors d'une victoire 3–1 contre la Grande-Bretagne. Elle assiste sur un but marqué par Corriero, tout en marquant le dernier but du match pour l'Italie.

## Carrière d'entraîneuse
En plus de son rôle d'entraîneuse avec les TMU Bold (anciennement Ryerson Rams) de l'équipe masculine de hockey, Cheverie travaille également comme spécialiste de l'entraînement de patinage à Ryerson. Son travail en tant que spécialiste a été mis en œuvre dans le cadre du programme de développement de hockey de Ryerson.
Cheverie rejoint l'équipe des Scarborough Sharks Midget AA filles pendant la saison 2015-2016 en tant qu'entraîneuse adjointe. Elle est nommée entraîneuse-chef des Sharks durant l'été 2016. Au cours de l'été 2016, elle travaille également avec l'arbitre Vanessa Stratton en Nouvelle-Zélande, collaborant avec le personnel technique de l'équipe nationale féminine de hockey de Nouvelle-Zélande pour aider au développement du jeu dans ce pays.
Avant Ryerson et Midget AA, Cheverie est entraîneuse chez Hockey Nouvelle-Écosse d'avril à août 2012, entraînant des jeunes de 15 à 17 ans. Durant l'été 2014, Cheverie se rend à Shanghai et Beijing pour participer à un camp de hockey pour enfants. D'août 2013 à août 2014, Cheverie occupe également un poste chez Maple Leaf Sports & Entertainment dans le développement du hockey et les relations communautaires.
Le 18 janvier 2021, Hockey Canada annonce que Cheverie est intégrée au personnel technique de l'équipe nationale féminine du Canada.
Elle est actuellement l'entraîneuse-chef de la Victoire de Montréal de la Ligue professionnelle de hockey féminin (LPHF).

## Statistiques de carrière
| Saison/Année | Équipe            | Ligue/Événement         | PJ | B  | A  | PTS | PUN | +/- |
| ------------ | ----------------- | ----------------------- | -- | -- | -- | --- | --- | --- |
| 2005         | Nouvelle-Écosse   | Nationals féminins Esso | 5  | 6  | 1  | 7   | 8   |     |
| 2007         | Nouvelle-Écosse   | Nationals féminins Esso | 7  | 3  | 1  | 4   | 4   |     |
| 2008         | Nouvelle-Écosse   | Nationals féminins Esso | 5  | 1  | 4  | 5   | 6   |     |
| 2010-11      | Furies de Toronto | LPHF                    | 30 | 10 | 14 | 24  | 20  | +11 |
| 2011-12      | Furies de Toronto | LPHF                    | 27 | 14 | 6  | 20  | 16  | +13 |
| 2012-13      | Furies de Toronto | LPHF                    | 24 | 0  | 2  | 2   | 22  | -7  |
| 2013-14      | Furies de Toronto | LPHF                    | 23 | 5  | 11 | 16  | 12  | +9  |
| 2014-15      | Furies de Toronto | LPHF                    | 24 | 0  | 2  | 2   | 6   | -10 |
| 2015-16      | Furies de Toronto | LPHF                    | 24 | 8  | 10 | 18  | 20  | -5  |
| 2015         | Italie            | Mondiaux ISBHF          | 7  | 2  | 1  | 3   | 34  |     |

## Récompenses et honneurs
- 2006-07 AUS Première équipe étoile
- 2007-08 AUS Première équipe étoile
- 2009-10 AUS Première équipe étoile
- 2006-07 CIS All-Canadian académique
- 2006-07 Lauréate du Prix Marion Hilliard de l'AUS, nommée pour le Prix Marion Hilliard du CIS
- 2007-08 Lauréate du Prix Marion Hilliard de l'AUS, nommée pour le Prix Marion Hilliard du CIS
- 2008-09 Lauréate du Prix Marion Hilliard de l'AUS, nommée pour le Prix Marion Hilliard du CIS
- 2006-07 Athlète féminine de l'année de Saint Mary's
- 2007-08 Athlète féminine de l'année de Saint Mary's
- 2006-07 Joueuse la plus utile pour le hockey féminin de St. Mary's
- 2007-08 Joueuse la plus utile pour le hockey féminin de St. Mary's
- 2008-09 Joueuse la plus utile pour le hockey féminin de St. Mary's